# Catingueira
Catingueira is een gemeente in de Braziliaanse deelstaat Paraíba. De gemeente telt 5006 inwoners (schatting 2009).